# Круговий трикутник
| Опуклий круговий трикутник | Впуклий круговий трикутник |

Круговим трикутником в еквклідовій геометрії називають трикутник, у якого сторонами є дуги кола.

## Побудова
| Трикутник Рело | Арбелос |

Опуклий круговий трикутник може бути побудований за допомогою перетину трьох кругових дисків. Його краї всі загнуті назовні. Сума внутрішніх кутів кругового трикутника більша за 180°. Трикутник Рело — це окремий випадок рівностороннього трикутника, де центр кожної дуги знаходиться в протилежній вершині трикутника.
Круговий увігнутий трикутник є подібним поняттям, але представляє ділянку, яка розташована всередині 3 взаємно дотичних кіл, тому всі його внутрішні кути дорівнюють нулю.

Арбелос є окремим випадком в якому всі три вершини є колінеарними, тобто, вони розташовані на одній прямій, та трьома ребрами кожне з яких є півколом.
Інші кругові трикутники можуть мати різні поєднання опуклих і увігнутих ребер дуги кола:
Довгі дуги можуть створювати увігнуті фігури незалежно від того, вигнуті окремі краї всередину чи назовні. Вигнуті всередину дуги можуть створювати форми, що перетинаються між собою, наприклад фігуру трикветра:

## Теселяції

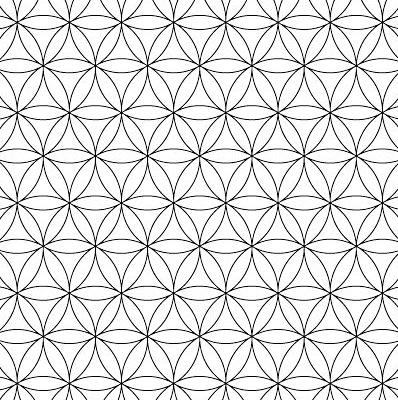
Кругова мозаїка, що містить Лінза (геометрія) і увігнуті кругові трикутні грані

Кругові трикутрики утворюються при теселяції.